# Tetranesodon conorhynchus
Tetranesodon conorhynchus é uma espécie de peixe da família Ariidae.
É endémica Nova Guiné Ocidental na Indonésia.